# Ellie Bamber
Eleanor Elizabeth Bamber (* 2. Februar 1997 in Surrey) ist eine britische Schauspielerin.

## Leben
Ihre erste Filmrolle hatte Bamber neben Maisie Williams im Filmdrama The Falling im Jahr 2014.
2016 übernahm sie die Rolle der Lydia Bennet im Film Stolz und Vorurteil und Zombies. Sie spielte außerdem die Rolle der India in Tom Fords Film Nocturnal Animals an der Seite von Amy Adams.
2017 spielte sie in Shawn Mendes Musikvideo There‘s Nothing Holdin‘ Me Back mit und konnte für ihre Darstellung im Theaterstück The Lady from the Sea 2018 den Ian Charleson Award gewinnen. 2018 übernahm Bamber im Disney-Film Der Nussknacker und die vier Reiche eine Rolle an der Seite von Keira Knightley und Helen Mirren. Außerdem sah man sie neben Lily Collins in der BBC-Serie Lés Misérables.
Bamber war auch als Model in einigen Chanel-Shows zu sehen.
Von 2017 bis 2018 war sie mit dem Schauspieler Richard Madden liiert.

## Filmografie (Auswahl)
- 2012: A Mother’s Son (Fernsehserie, 2 Episoden)
- 2014: The Falling
- 2015: Die Musketiere (The Musketeers, Fernsehserie, Episode 2x08 The Prodigal Father)
- 2016: Stolz und Vorurteil und Zombies (Pride and Prejudice and Zombies)
- 2016: Bring Back the Cat
- 2016: Nocturnal Animals
- 2017: Shawn Mendes: There’s Nothing Holdin’ Me Back (Musikvideo)
- 2018: Les Misérables (Miniserie, 3 Episoden)
- 2018: Der Nussknacker und die vier Reiche (The Nutcracker and the Four Realms)
- 2018: High Resolution
- 2019: Extracurricular Activities
- 2019–2020: Die skandalösen Affären der Christine Keeler (The Trial of Christine Keeler, Miniserie, 6 Episoden)
- 2020: The Show
- 2021: Die Schlange (The Serpent, Miniserie, 8 Episoden)
- 2022: Prisoners of Paradise
- 2022–2023: Willow (Fernsehserie, 8 Episoden)
- 2023: Royal Blue (Red, White & Royal Blue)
- 2024: Vidro Fumê
- 2024: Wilhelm Tell (William Tell)